# Peperomia christophersenii
Peperomia christophersenii är en pepparväxtart som beskrevs av Truman George Yuncker. Peperomia christophersenii ingår i släktet peperomior, och familjen pepparväxter. Inga underarter finns listade i Catalogue of Life.